# 소셜 시뮬레이션 게임
소셜 시뮬레이션 게임(Social simulation game)은 여러 인공 생명체 간의 사회적 상호작용을 탐구하는 생활 시뮬레이션 게임의 하위 장르이다. 심즈와 동물의 숲 시리즈가 그 예시이다.

## 역사

### 영향과 기원
2000년 심즈가 출시되었을 때, 이 게임은 "유일무이한 게임"으로 불렸다. 그러나 심즈와 소셜 시뮬레이션 장르에는 몇 가지 중요한 전작들이 있다. 첫째로, 이 게임의 개발자 윌 라이트는 1985년 코모도어 64 게임인 리틀 컴퓨터 피플의 영향을 인정했다. 심즈는 더 풍부한 게임플레이 경험을 제공한다고 묘사되지만 두 게임은 유사하다. 둘째로, 윌 라이트는 인형의 집이 심즈에 미친 영향도 인정했으며, 이는 일반적으로 이 장르의 게임플레이에 영향을 주었다.
동물의 숲은 2001년 일본에서 닌텐도 64용으로 출시되었다. 닌텐도 64의 수명 주기 말기에 출시되었지만, 전 세계적으로 닌텐도 게임큐브로 포팅되어 출시될 정도로 인기를 얻었다. 게임의 인기가 급증하면서 이 시리즈 또한 소셜 시뮬레이션 게임으로 묘사되었다. 1996년에 시작되어 종종 동물의 숲과 비교되는 목장이야기 시리즈도 소셜 시뮬레이션 게임으로 묘사되었다. 이 게임의 소셜 시뮬레이션 요소는 1980년대 초로 거슬러 올라가는 하위 장르인 연애 시뮬레이션에서 파생되었으며, 1985년의 천사들의 오후와 1984년의 소녀들의 정원 같은 게임들이 있다.
2000년대 초 이 게임들의 초기 성공 이후, 비디오 게임 언론인들은 유사한 게임 그룹을 소셜 시뮬레이션 게임 장르에 속하는 것으로 언급하기 시작했다.

### 최근 역사
심즈의 성공을 발판 삼아 여러 다른 소셜 시뮬레이션 게임들이 등장했다. 여기에는 여러 속편과 확장팩뿐만 아니라 싱글즈: 플러트 업 유어 라이프와 같이 유사성이 높은 게임들도 포함된다.

## 유형

### 농장 시뮬레이션 게임
농장 시뮬레이션 게임은 플레이어가 다른 마을 사람들과 상호작용하면서 동시에 농장을 가꾸는 특정 유형의 소셜 시뮬레이션 게임이다. 목장이야기 (1996)와 같은 초기 장르 게임에서부터 최근의 스타듀 밸리 (2016)에 이르기까지 직접적인 연결점을 찾을 수 있다. 룬 팩토리 시리즈와 하베스텔라 (2022)와 같은 다른 게임들은 장르에 판타지적인 요소를 더하며, 라이트이어 프론티어와 같은 공상 과학 사례도 있다. 모여봐요 동물의 숲 (2020)의 2.0 업데이트는 농장을 만들고 농작물을 재배할 수 있는 기능을 추가했다.

## 예시
- 리틀 컴퓨터 피플 (1985) – 데이비드 크레인이 개발하고 액티비전이 출시
- 천사들의 오후 (1985) – 초기 연애 시뮬레이션 게임 중 하나로,[7] 16비트 NEC PC-9801 컴퓨터용으로 출시되었다.[14]
- 얼터 에고 (1986) – 액티비전의 성격 비디오 게임
- 더 머니 게임 시리즈 (1988–1989)
  - 더 머니 게임 (1988) – 사랑과 고위 금융의 균형에 대한 패밀리컴퓨터 생활 시뮬레이션 게임
  - 월스트리트 키드 (1989) – 더 머니 게임의 패밀리컴퓨터 속편 (더 머니 게임 II: 카부토초노 키세키)
- 존스 인 더 패스트 레인 (1990) – 시에라 엔터테인먼트의 초기 생활 시뮬레이션 게임 중 하나
- 마이 라이프 마이 러브: 보쿠노 유메: 와타시노 네가이 (1991) – 일본 패밀리컴퓨터 시스템용 생활 시뮬레이션 게임
- 프린세스 메이커 시리즈 (1991–2007) – 가이낙스 개발
  - 프린세스 메이커 (1991) – 가이낙스 개발, 플레이어가 입양한 딸을 성인이 될 때까지 키워야 하는 육성 시뮬레이션 게임. 최종 결과는 지배하는 여왕, 평범한 주부, 심지어 플레이어가 제대로 돌보지 않으면 매춘부가 될 수도 있다.
  - 프린세스 메이커 2 (1993)
  - 프린세스 메이커: 어나더 월드 이야기 (1995)
  - 프린세스 메이커 3: 페어리 테일즈 컴 트루 (1997)
  - 프린세스 메이커 4 (2006) – GeneX 개발
  - 프린세스 메이커 5 (2007)
- 도키메키 메모리얼 시리즈 (1994–2014) – 6개의 본편 게임과 다수의 스핀오프
- 트루 러브 (1995) – 플레이어가 공부, 운동, 고용 등 일상 활동을 관리해야 하는 일본 에로틱 연애 시뮬레이션 및 일반 생활 시뮬레이션 게임.
- 페르소나 시리즈 (1996–2024) – 6개의 본편 게임과 여러 스핀오프, 처음 3개의 게임은 이 측면을 크게 강조하지 않는다.
- 목장이야기 시리즈 (1996–2016) – 마벨러스 엔터테인먼트 개발, 농장 시뮬레이션, 롤플레잉 게임, 연애 시뮬레이션이 결합된 게임.
- 쉔무 시리즈 (1999–2019)[15]
- 심즈 시리즈 (2000–2014)
  - 심즈 (2000) – 윌 라이트 개발, EA에서 PC용으로 출시.
  - 심즈 2 (2004).
  - 심즈 3 (2009).
  - 심즈 4 (2014).
- 동물의 숲 시리즈 (2001–2020) – 닌텐도의 생활 시뮬레이션 게임. 큐비보어, 도신 더 자이언트, 기프트피아와 마찬가지로 회사에서 "커뮤니케이션 게임"이라고도 불린다.[16]
- 리얼 라이브즈 (2001) – Educational Simulations의 교육용 생활 시뮬레이션 게임으로, 플레이어는 전 세계 어딘가에 무작위로 "태어나서" 질병, 영양실조, 내전 등 제3세계의 어려움을 겪는 경우가 많다.
- 싱글즈 시리즈 (2003–2005)
  - 싱글즈: 플러트 업 유어 라이프 (2003)
  - 싱글즈 2: 트리플 트러블 (2005)
- 데모크라시 (2005) – Positech Games에서 처음 개발한 정부 시뮬레이션 게임으로, 2007년 12월에 속편이, 2013년에 3편이 출시되었다.
- 에키 (2005) – Media Republic 개발.
- 파사드 (2005) – 마이클 마테아스와 앤드류 스턴이 만든 인공지능 기반 인터랙티브 스토리.
- 나이츠 시리즈 (2005–2008)
  - 뉴욕 나이츠: 석세스 인 더 시티 (2005) – 게임로프트가 개발 및 디자인하여 모바일 폰용으로 출시된 소셜 시뮬레이션 게임.
  - 마이애미 나이츠: 싱글즈 인 더 시티 (2006)
  - 도쿄 시티 나이츠 (2008)
- 아이돌마스터 시리즈 (2005–) – 남코의 아이돌 육성 시뮬레이션 게임.
- 쿠도스 (2006) – 포지테크 게임즈 개발. 2008년 속편 쿠도스 2가 있다.
- 버추얼 빌리지어스 시리즈 (2006–2010) – 라스트 데이 오브 워크 개발.
- 토모다치 시리즈 (2009–2026) – 닌텐도 개발
  - 토모다치 컬렉션 (2009)
  - 친구모아 아파트 (2013)
  - 토모다치 라이프: 꿈을 향한 삶 (2026)
- 캐스터웨이 파라다이스 (2014)
- 스타듀 밸리 (2016)
- 디즈니 드림라이트 밸리 (2023) – 게임로프트가 개발한 소셜 시뮬레이션 어드벤처 게임
- 라이프: 더 소셜 게임 (2011) – 라이프 게임에서 영감을 받은 소셜 게임

## 같이 보기
- 연애 시뮬레이션 게임
- 시뮬레이션 비디오 게임 목록
- 시뮬레이션된 현실
- 사회 시뮬레이션